# Serrat de Piconiller
El Serrat de Piconiller és un serrat de l'actual terme municipal de Tremp, del Pallars Jussà, dins de l'antic terme d'Espluga de Serra, de l'Alta Ribagorça). És a dir, el serrat pertany geogràficament a l'Alta Ribagorça i administrativament al Pallars Jussà.
Té el punt d'arrencada a prop de la Noguera Ribagorçana, just a llevant del Molí de Sopeira i al sud-oest de Miralles (Tremp). El punt culminant és just al sud de Miralles.